# Torpedofront

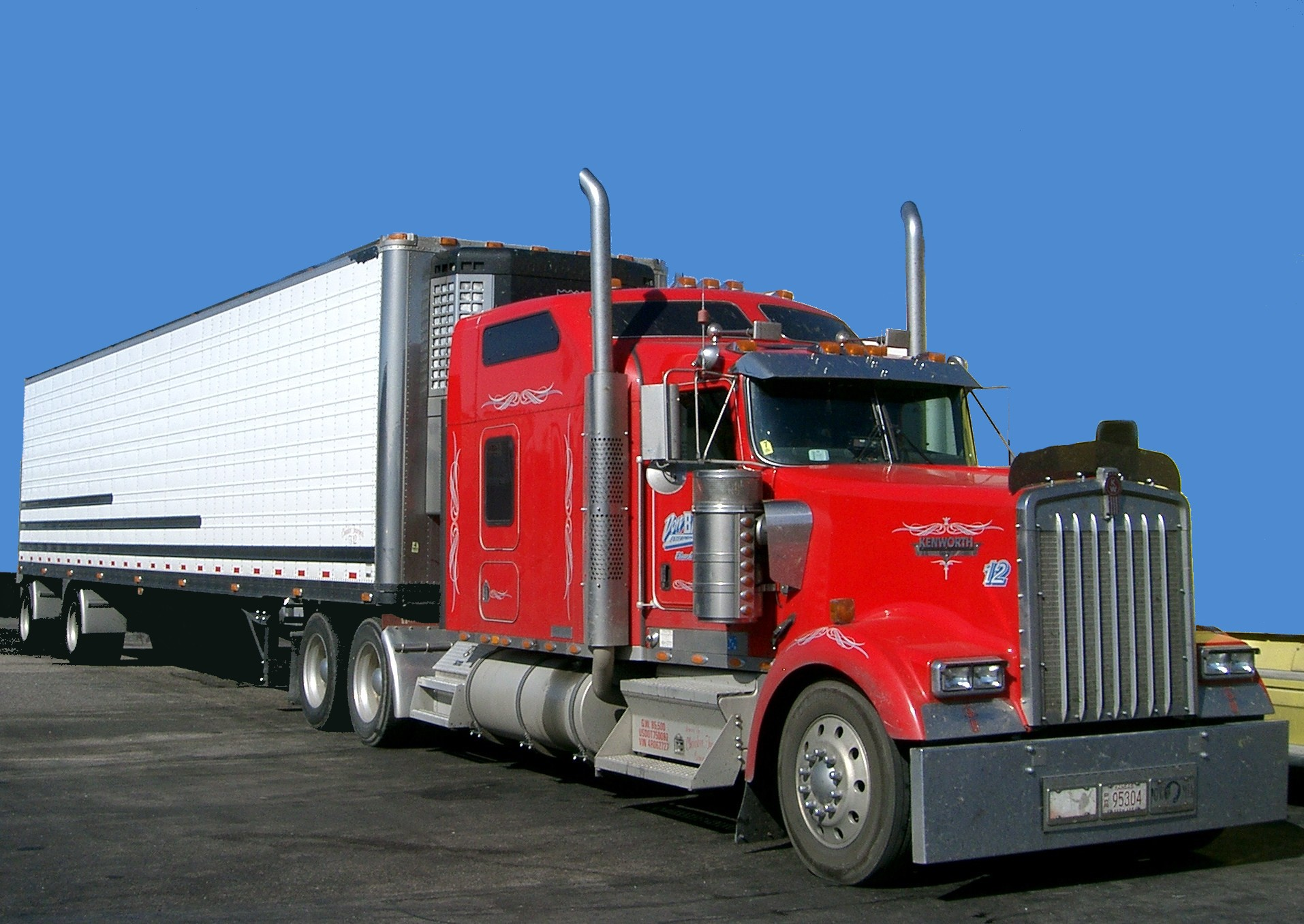
Een vrachtwagen met een torpedofront

Een torpedofront is een bepaalde vorm van de voorkant van een vrachtwagen, waarbij de cabine een soort neus heeft. Bestel- of vrachtwagens met een torpedofront hebben voor de cabine een motorkap waaronder de motor gehuisvest is. Dit in tegenstelling tot een frontstuurmodel, waarbij de motor onder de cabine gehuisvest is, en de voorkant van de cabine helemaal vlak is.
Vrachtwagens met een torpedofront waren in de jaren 50 standaard, reden voor DAF om modellen met een torpedofront op de markt te brengen, naast de frontstuurmodellen, die toen erg vernieuwend waren, en voor conservatieve klanten te vernieuwend.
Tegenwoordig zijn de frontstuurmodellen in Europa standaard omdat ze efficiënter met de beschikbare ruimte omspringen. Doordat de lengte van een trekker-opleggercombinatie in Europa wettelijk maximaal 16,50 meter mag zijn, waarbij de afstand van de kingpin tot de achterzijde van het voertuig niet meer mag zijn dan 12,00 meter. Met een trekker met een torpedofront wordt de trekker-opleggercombinatie te lang. Daardoor is de torpedo dus tegenwoordig vaak economisch niet verantwoord. Overigens wordt hij in Amerika nog wel veel gebruikt